# Don Cherry
Don Cherry (Oklahoma City, 18 de noviembre de 1936-Málaga, España, 19 de octubre de 1995) fue un trompetista, multinstrumentista y compositor estadounidense de jazz, uno de los principales representantes del free jazz y precursor de la world-music.

## Biografía
Tocó de joven en grupos de blues y rhythm and blues en su ciudad natal y posteriormente se trasladó a Los Ángeles. A través de Billy Higgins, Cherry conoció a Ornette Coleman en 1957, y bajo las órdenes de Paul Bley formaron un quinteto junto con Charlie Haden. Tras la marcha de Bley, gracias al contrato de Coleman con Atlantic Records grabaron entre 1959 y 1961 varios discos como grupo independiente. 
Cherry fue muy criticado (inicialmente también por Miles Davis) por sus improvisaciones fracturadas y puntillistas, sin embargo, terminaría por ejercer gran influencia entre los músicos jóvenes de los años sesenta. 
El grupo se disolvió en 1962 y Cherry se unió al Sonny Rollins Quartet, con el que estuvo dos años. En 1963, codirigió con Archie Shepp el New York Contemporary Five; después, en Europa, dirigió su propia banda, en la que trabajó Gato Barbieri, recién llegado de Argentina. Tocó con Albert Ayler y grabó un disco con John Coltrane.
En sus últimos años, Cherry se inclinó al estudio de las llamadas músicas del mundo y la etnomusicología en general, uniéndose musicalmente a Collin Walcott y Naná Vasconcelos con quienes formó la agrupación Codona. Tiempo más tarde se juntaría con Milton Nascimento. También probó suerte en el rock y el funk, y formó parte del grupo Old and New Dreams, cuarteto compuesto con antiguos integrantes de la banda de Coleman, entre los que estaba el saxofón Dewey Redman.
Es el padrastro de la cantante sueca Neneh Cherry, quien adoptó el seudónimo de Cherry, suegro del productor musical inglés Cameron McVey y abuelo de la cantante británica-española Mabel.

## Selección discográfica
- 1961: The Avant-Garde (Atlantic)
- 1966: Symphony for Improvisers (Blue Note)
- 1968: Eternal Rhythm [live] (Saba)
- 1971: Don Cherry (BYG)
- 1975: Brown Rice (A&M)
- 1977: Don Cherry (Horizon)
- 1980: Yes We can con Endika

## Discografía

### Como líder
- 1961: The Avant-Garde (Atlantic) con John Coltrane
- 1965: Togetherness (Durium)
- 1965: Complete Communion (Blue Note)
- 1966: Symphony for Improvisers (Blue Note)
- 1966: Where Is Brooklyn? (Blue Note)
- 1966: Live at Cafe Montmartre 1966 (ESP-disk)
- 1968: Eternal Rhythm (MPS)
- 1969: Mu (BYG) con Ed Blackwell
- 1969: Live in Ankara (Sonet)
- 1970: Human Music (Flying Dutchman) con Jon Appleton
- 1971: Orient (BYG Records)
- 1971: Blue Lake (BYG)
- 1971: Actions con Krzysztof Penderecki & The New Eternal Rhythm Orchestra (Philips 1971; Intuition, 2002)
- 1972: Organic Music Society (Caprice)
- 1973: Relativity Suite con la Jazz Composer's Orchestra (JCOA)
- 1973: Eternal Now (Sonet)
- 1975: Brown Rice (Horizon)
- 1976: Hear & Now (Atlantic)
- 1982: El Corazón (ECM) con Ed Blackwell
- 1985: Home Boy (Barclay)
- 1988: Art Deco (A&M)
- 1991: Multikulti (A&M)
- 1993: Dona Nostra (ECM)

#### Con Old and New Dreams
- Old and New Dreams (Black Saint, 1976)
- Old and New Dreams (ECM, 1979)
- Playing (ECM, 1980)
- A Tribute to Blackwell (Black Saint, 1987)

#### Con Codona
- Codona (ECM, 1979)
- Codona 2 (ECM, 1981)
- Codona 3 (ECM, 1983)

### Como sideman

#### Con Ornette Coleman
- Something Else!!!! (Contemporary, 1958)
- Tomorrow Is the Question! (Contemporary, 1959)
- The Shape of Jazz to Come (Atlantic, 1959)
- Change of the Century (Atlantic, 1960)
- Twins (Atlantic, 1959-60 [1971])
- The Art of the Improvisers (Atlantic, 1959-61 [1970])
- To Whom Who Keeps a Record (Atlantic, 1959-60 [1975])
- This is our Music (Atlantic, 1960)
- Free Jazz: A Collective Improvisation (Atlantic, 1960)
- Ornette! (Atlantic, 1961)
- Ornette on Tenor (Atlantic, 1961)
- Crisis (Impulse!, 1969)
- Science Fiction (Columbia, 1971)
- Broken Shadows (Columbia, 1971 [1982])
- In All Languages (Caravan of Dreams, 1987)

#### Con el New York Contemporary Five
- Consequences (Fontana, 1963)
- New York Contemporary Five Vol. 1 (Sonet, 1963)
- New York Contemporary Five Vol. 2 (Sonet, 1963)
- Bill Dixon 7-tette/Archie Shepp and the New York Contemporary Five (Savoy, 1964)

#### ConAlbert Ayler
- Ghosts (Debut, 1964) - also released as Vibrations
- The Hilversum Session (Osmosis, 1964)
- New York Eye and Ear Control (ESP, 1965)

#### ConCarla Bley
- Escalator over the Hill (JCOA, 1971)

#### Con Paul Bley
- Live at the Hilcrest Club 1958 (Inner City, 1958 [1976])
- Coleman Classics Volume 1 (Improvising Artists, 1958 [1977])

#### Con Charles Brackeen
- Rhythm X (Strata-East, 1973)

#### Con Charlie Haden
- Liberation Music Orchestra (Impulse!, 1969)
- The Golden Number (1976) (one track)
- The Ballad of the Fallen (ECM, 1986)
- The Montreal Tapes: with Don Cherry and Ed Blackwell (Verve, 1989 [1994])

#### ConClifford Jordan
- In the World (Strata-East, 1969 [1972])

#### ConSteve Lacy
- Evidence (New Jazz, 1962)

#### ConMichael Mantler
- The Jazz Composer's Orchestra (ECM, 1968)

#### Con Jim Pepper
- Comin' and Goin' (Europa, 1983)

#### Con Sonny Rollins
- Our Man in Jazz (RCA Victor, 1962)

#### ConGeorge Russell
- George Russell Sextet at Beethoven Hall (MPS, 1965)

#### ConSun Ra
- Hiroshima (1983)
- Stars That Shine Darkly (1983)
- Purple Night (A&M, 1990)
- Somewhere Else (Rounder, 1993)

#### ConLou Reed
- The Bells (1979)

#### Con Alejandro Jodorowsky y Ronald Frangipane
- Composición de la banda sonora de The Holy Mountain (1973)

#### Con otros
- Steve Hillage - L (1976)
- Collin Walcott - Grazing Dreams (ECM, 1977)
- Latif Khan - Music/Sangam (1978)
- Johnny Dyani - Song for Biko (1978)
- Bengt Berger - Bitter Funeral Beer (ECM, 1981)
- Rip Rig + Panic - I Am Cold (1982)
- Bengt Berger Bitter Funeral Beer Band - Live in Frankfurt (1982)
- Dag Vag - Almanacka (1983)
- Frank Lowe - Decision in Paradise (Soul Note, 1984)
- Jai Uttal - Footprints (1990)
- Ed Blackwell Project - Vol. 2: "What It Be Like?" (1992) (one track)